# 1986년 화롄 지진
1986년 화롄 지진(중국어: 1986年花蓮地震)은 1986년 11월 15일 오전 5시 20분(현지 시각) 대만 화롄현 동쪽 해역 약 20 km 해저에서 발생한 릭터 규모 ML6.8, 모멘트 규모 Mw7.4의 지진이다. 이 지진으로 15명이 사망하고 62명이 부상을 입었으며 최소 200채 이상의 건물이 파손되었다.

## 지질학적 환경
대만은 필리핀해판과 유라시아판 사이 복잡한 수렴 경계 지대 위에 있어 역사적으로 큰 규모의 지진이 자주 발생했다. 이번 지진이 발생한 지역에서 필리핀해판은 유라시아판 아래로 1년에 약 75 mm의 속도로 수렴하고 있다. 대만 남쪽에서는 유라시아판의 해양 지각이 필리핀해판 아래로 섭입하며 일종의 열도인 루손 화산호를 형성했다. 대만섬 위에서는 해양 지각이 모두 섭입되어 열도가 유라시아판의 대륙 지각과 충돌하고 있다. 대만 북쪽의 필리핀해판에서는 이와 대조적으로 필리핀해판이 유라시아판 아래로 섭입하면서 류큐 열도를 형성했다.

## 지진해일
이 지진으로 최대 0.3 m 높이의 쓰나미가 관측되었다. 쓰나미로 화롄현과 이란현에서 어선 10척이 파손되고 6명의 부상자가 발생했다.

## 피해
이 지진은 화롄현, 이란현, 타이베이현에서 여러 피해를 입혔다.
화롄현에서는 많은 산사태가 발생하고 낙석이 발생했으며, 쑤화공로와 중헝공로 전체 구간이 운행 중단되었으며 타이루 구간의 경사면에 낙석이 떨어졌고 북회선의 철로가 뒤틀려 운행이 중단되었다. 화롄항의 신부두도 지진으로 뒤틀렸다.
이란현에서는 쑤아오항 부두 일부가 옆으로 이동했다.
타이베이시 푸싱남로의 예차이지 빌딩이 옆으로 기울어졌고, 옆의 벽도 파열되었다. 가장 심각한 피해를 입은 건물은 타이베이현 중허시(현 신베이시 중허구) 위안산로에 있던 화양시장 건물이다. 이 시장은 원래 기둥이 많고 벽이 적은 3층짜리 철근 콘크리트제 시장 건물이었지만 2, 3층을 주거용 건물로 개조한 후 벽돌 외벽과 칸막이 벽을 많이 세워 상부는 강성 구조, 하부는 연성 구조로 건물을 만들어놓았는데 여기에 과부하가 더해져 내진 설계 면에서 매우 불리했다. 이 지진으로 1, 2층 기둥 대부분이 부러져 심각한 인명 피해가 발생했다.
지진으로 대만-괌과 대만-오키나와 간 해저 케이블도 손상을 입었다.

## 같이 보기
- 1986년 지진
- 대만의 지진 목록
- 2024년 화롄 지진